# Manuel Sánchez de la Peña
Manuel Sánchez de la Peña (Madrid, Comunidad de Madrid, 24 de agosto de 2000), conocido como Manu Sánchez, es un futbolista español que juega como defensa en el Levante U. D. de la Primera División de España.

## Trayectoria
Originario de Madrid, se formó en las categorías inferiores de la Unió Esportiva Cornellà, en 2014 fichó por el Atlético de Madrid. En 2019 jugó su primer partido con el Club Atlético de Madrid "B". Después de jugar algunos partidos en pretemporada con el primer equipo, en agosto de 2019, solo un par de días después de haber cumplido 19 años, Manu firmó con el Atlético un nuevo contrato que le unía al club hasta junio de 2023.
El 14 de diciembre de 2019 debutó con el primer equipo del Atlético de Madrid en la Primera División de España. Durante esa temporada jugó cinco partidos en la Primera División y fue el recambio de Renan Lodi para el lateral izquierdo del Atlético tras el parón de la liga por la pandemia.
Tras iniciar la temporada 2020-21 como miembro del primer equipo, el 11 de enero de 2021 fue cedido a Club Atlético Osasuna hasta el final de la misma. Regresó al Atlético de Madrid una vez esta finalizó, pero en agosto volvió al conjunto rojillo en una nueva cesión. El 27 de julio de 2022 se anunció su tercera cesión al equipo navarro esta vez con el pago de 200 000€.
El 3 de julio de 2023 se desvinculó definitivamente del Atlético de Madrid después de ser traspasado al Real Club Celta de Vigo. En su primer año en el equipo vigués disputó 28 partidos y los dos siguientes fue prestado al Deportivo Alavés y al Levante U. D.

## Estadísticas
Actualizado al último partido disputado el 24 de mayo de 2025.
| Club                            | Div.          | Temporada     | Liga  | Liga  | Copas nacionales | Copas nacionales | Copas internacionales | Copas internacionales | Total | Total |
| Club                            | Div.          | Temporada     | Part. | Goles | Part.            | Goles            | Part.                 | Goles                 | Part. | Goles |
| ------------------------------- | ------------- | ------------- | ----- | ----- | ---------------- | ---------------- | --------------------- | --------------------- | ----- | ----- |
| Atletico de Madrid "B" · España | 2.ª B         | 2018-19       | 6     | 0     | —                | —                | —                     | —                     | 6     | 0     |
| Atletico de Madrid "B" · España | 2.ª B         | 2019-20       | 24    | 0     | —                | —                | —                     | —                     | 24    | 0     |
| Atletico de Madrid "B" · España | Total club    | Total club    | 30    | 0     | 0                | 0                | 0                     | 0                     | 30    | 0     |
| Atletico de Madrid · España     | 1.ª           | 2019-20       | 5     | 0     | 1                | 0                | 0                     | 0                     | 6     | 0     |
| Atletico de Madrid · España     | 1.ª           | 2020-21       | 1     | 0     | 0                | 0                | 0                     | 0                     | 1     | 0     |
| Atletico de Madrid · España     | Total club    | Total club    | 6     | 0     | 1                | 0                | 0                     | 0                     | 7     | 0     |
| C. A. Osasuna · España          | 1.ª           | 2020-21       | 16    | 0     | 2                | 0                | —                     | —                     | 18    | 0     |
| C. A. Osasuna · España          | 1.ª           | 2021-22       | 33    | 1     | 1                | 0                | —                     | —                     | 34    | 1     |
| C. A. Osasuna · España          | 1.ª           | 2022-23       | 31    | 0     | 6                | 0                | —                     | —                     | 37    | 0     |
| C. A. Osasuna · España          | Total club    | Total club    | 80    | 1     | 9                | 0                | 0                     | 0                     | 89    | 1     |
| R. C. Celta de Vigo · España    | 1.ª           | 2023-24       | 26    | 0     | 2                | 0                | —                     | —                     | 28    | 0     |
| R. C. Celta de Vigo · España    | Total club    | Total club    | 26    | 0     | 2                | 0                | 0                     | 0                     | 28    | 0     |
| Deportivo Alavés · España       | 1.ª           | 2024-25       | 33    | 1     | 1                | 0                | —                     | —                     | 34    | 1     |
| Deportivo Alavés · España       | Total club    | Total club    | 33    | 1     | 1                | 0                | 0                     | 0                     | 34    | 1     |
| Levante U. D. · España          | 1.ª           | 2025-26       | 0     | 0     | 0                | 0                | —                     | —                     | 0     | 0     |
| Levante U. D. · España          | Total club    | Total club    | 0     | 0     | 0                | 0                | 0                     | 0                     | 0     | 0     |
| Total carrera                   | Total carrera | Total carrera | 175   | 2     | 13               | 0                | 0                     | 0                     | 188   | 2     |
| 1.                              |               |               |       |       |                  |                  |                       |                       |       |       |

## Palmarés

### Títulos nacionales
| Título           | Club               | País   | Año  |
| ---------------- | ------------------ | ------ | ---- |
| Primera División | Atlético de Madrid | España | 2021 |